# F.L.Y.
Pour les articles homonymes, voir Fly.
F.L.Y. est un parcours de montagnes russes construit par Vekoma pour le parc à thème allemand Phantasialand. L'attraction est située dans la zone Rookburgh. Il est le premier parcours de montagnes russes volantes au monde à utiliser un système de lancement propulsé.

## Construction et ouverture
L'attraction avec son univers thématique Rookburgh et l'hôtel Charles Lindbergh ont été construites sur le site de l'ancien simulateur Race for Atlantis, qui a été démoli en 2016.
Le système, unique au monde a été spécialement développé pour Phantasialand par Vekoma. Contrairement aux montagnes russes volantes traditionnelles, les trains sont propulsés au moyen de deux lancements par moteurs linéaires (LSM). F.L.Y. est ainsi le premier parcours de montagnes russes volant et lancé au monde. Une autre particularité de l'attraction réside dans son train et son système d'embarquement qui permet aux passagers de s'installer en position assise. Une fois sur le parcours, les sièges pivotent de 90° grâce à un axe placé dans le dos, qui permet de placer les passagers dans une position inhérente aux montagnes russes volantes. Chaque train peut accueillir 20 passagers. Le parcours est composé de deux zones de lancement et de deux inversions. Le parc a annoncé qu'il s'agissait du plus long parcours de montagnes russes volantes au monde. L'attraction détenant ce titre jusqu'alors était Flying Dinosaur à Universal Studios Japan avec 1 124 m de long.
Les premiers essais de conduite sans passagers ont commencé en février 2020. Après plus de quatre ans et demi de travaux,, l'ouverture a eu lieu dans le cadre de journées d'ouvertures (soft opening) à partir du 17 septembre 2020.